# Liste der Naturschutzgebiete im Landkreis Groß-Gerau
Im hessischen Landkreis Groß-Gerau gibt es 32 Naturschutzgebiete, deren Gesamtfläche etwa 5.500 ha beträgt.
| Name                                                | Bild | Kennung              | Einzelheiten                                                                                   | Position | Fläche Hektar | Datum |
| --------------------------------------------------- | ---- | -------------------- | ---------------------------------------------------------------------------------------------- | -------- | ------------- | ----- |
| Bruderlöcher                                        |      | 1433001 WDPA: 81470  | OSM-Link zur Kartendarstellung: „Bruderlöcher“                                                 | ⊙        | 16,63         | 1972  |
| Kühkopf-Knoblochsaue                                |      | 1433002 WDPA: 7014   | Das größte Naturschutzgebiet in Hessen. OSM-Link zur Kartendarstellung: „Kühkopf-Knoblochsaue“ | ⊙        | 2.365,69      | 1997  |
| Rallbruch von Wolfskehlen                           | BW   | 1433003 WDPA: 82361  | OSM-Link zur Kartendarstellung: „Rallbruch von Wolfskehlen“                                    | ⊙        | 42,26         | 1979  |
| Torfkaute - Bannholz von Dornheim-Wolfskehlen       | BW   | 1433004 WDPA: 82730  | OSM-Link zur Kartendarstellung: „Torfkaute - Bannholz von Dornheim-Wolfskehlen“                | ⊙        | 150,22        | 1979  |
| Mönchbruch von Mörfelden und Rüsselsheim            |      | 1433005 WDPA: 82173  | OSM-Link zur Kartendarstellung: „Mönchbruch von Mörfelden und Rüsselsheim“                     | ⊙        | 954,58        | 1981  |
| Riedloch von Trebur                                 | BW   | 1433006 WDPA: 82414  | OSM-Link zur Kartendarstellung: „Riedloch von Trebur“                                          | ⊙        | 7,08          | 1983  |
| Sauergrund                                          |      | 1433007 WDPA: 82495  | OSM-Link zur Kartendarstellung: „Sauergrund“                                                   | ⊙        | 31,74         | 1954  |
| Wüster Forst bei Rüsselsheim                        |      | 1433008 WDPA: 166381 | OSM-Link zur Kartendarstellung: „Wüster Forst bei Rüsselsheim“                                 | ⊙        | 33,62         | 1984  |
| Endlache von Wallerstädten                          | BW   | 1433009 WDPA: 162948 | OSM-Link zur Kartendarstellung: „Endlache von Wallerstädten“                                   | ⊙        | 6,1           | 1985  |
| Kollenbruch von Groß-Gerau                          | BW   | 1433010 WDPA: 164194 | OSM-Link zur Kartendarstellung: „Kollenbruch von Groß-Gerau“                                   | ⊙        | 26,18         | 1985  |
| Riedwiesen von Wächterstadt                         | BW   | 1433011 WDPA: 165178 | OSM-Link zur Kartendarstellung: „Riedwiesen von Wächterstadt“                                  | ⊙        | 76,29         | 1986  |
| Teich am Braunshardter Tännchen                     |      | 1433012 WDPA: 165843 | OSM-Link zur Kartendarstellung: „Teich am Braunshardter Tännchen“                              | ⊙        | 9,47          | 1987  |
| Schaeppersee von Rüsselsheim                        | BW   | 1433013 WDPA: 165350 | OSM-Link zur Kartendarstellung: „Schaeppersee von Rüsselsheim“                                 | ⊙        | 3,77          | 1988  |
| See an der Merschheimer Lache bei Trebur            |      | 1433014 WDPA: 165535 | OSM-Link zur Kartendarstellung: „See an der Merschheimer Lache bei Trebur“                     | ⊙        | 1,74          | 1988  |
| Großer Goldgrund bei Hessenaue                      | BW   | 1433015 WDPA: 163353 | OSM-Link zur Kartendarstellung: „Großer Goldgrund bei Hessenaue“                               | ⊙        | 130,97        | 1989  |
| Schmalwert von Biebesheim                           | BW   | 1433016 WDPA: 165436 | OSM-Link zur Kartendarstellung: „Schmalwert von Biebesheim“                                    | ⊙        | 37,85         | 1990  |
| Großes Michelried bei Erfelden                      |      | 1433017 WDPA: 163373 | OSM-Link zur Kartendarstellung: „Großes Michelried bei Erfelden“                               | ⊙        | 23,59         | 1990  |
| Große Lache von Geinsheim                           | BW   | 1433018 WDPA: 163343 | OSM-Link zur Kartendarstellung: „Große Lache von Geinsheim“                                    | ⊙        | 31,14         | 1990  |
| Dornheim-Wallerstädter Teichwiesen                  | BW   | 1433019 WDPA: 162788 | OSM-Link zur Kartendarstellung: „Dornheim-Wallerstädter Teichwiesen“                           | ⊙        | 96,84         | 1992  |
| Datterbruch von Dornheim                            | BW   | 1433020 WDPA: 162712 | OSM-Link zur Kartendarstellung: „Datterbruch von Dornheim“                                     | ⊙        | 25,92         | 1992  |
| Treburer Unterau                                    | BW   | 1433021 WDPA: 165941 | OSM-Link zur Kartendarstellung: „Treburer Unterau“                                             | ⊙        | 9,79          | 1994  |
| Der Niederwald von Groß-Gerau                       | BW   | 1433022 WDPA: 162728 | OSM-Link zur Kartendarstellung: „Der Niederwald von Groß-Gerau“                                | ⊙        | 69,5          | 1995  |
| Am Belzberg                                         | BW   | 1433023 WDPA: 162141 | OSM-Link zur Kartendarstellung: „Am Belzberg“                                                  | ⊙        | 5,45          | 1996  |
| Kornsand und Schacht bei Geinsheim                  | BW   | 1433025 WDPA: 318679 | OSM-Link zur Kartendarstellung: „Kornsand und Schacht bei Geinsheim“                           | ⊙        | 13,85         | 1997  |
| Bruchwiesen bei Büttelborn                          |      | 1433026 WDPA: 318246 | OSM-Link zur Kartendarstellung: „Bruchwiesen bei Büttelborn“                                   | ⊙        | 57,28         | 1997  |
| Osterbruch bei Groß-Gerau                           | BW   | 1433027 WDPA: 318922 | OSM-Link zur Kartendarstellung: „Osterbruch bei Groß-Gerau“                                    | ⊙        | 15,12         | 1997  |
| Auenwald Hohenaue                                   | BW   | 1433028 WDPA: 318129 | OSM-Link zur Kartendarstellung: „Auenwald Hohenaue“                                            | ⊙        | 96,07         | 1998  |
| Erlenwiese und Kratzenau von Groß-Gerau und Nauheim | BW   | 1433029 WDPA: 329354 | OSM-Link zur Kartendarstellung: „Erlenwiese und Kratzenau von Groß-Gerau und Nauheim“          | ⊙        | 63,62         | 2000  |
| Legende für Naturschutzgebiet                       |      |                      |                                                                                                |          |               |       |

## Teilflächen
Weitere Naturschutzgebiete liegen mit Teilen ihrer Fläche im Kreis Groß-Gerau.
| Name                                       | Bild | Kennung              | Kreis                                         | Einzelheiten | Position | Fläche Hektar | Datum |
| ------------------------------------------ | ---- | -------------------- | --------------------------------------------- | --- | -------- | ------------- | ----- |
| Hammer Aue von Gernsheim und Groß-Rohrheim |      | 1431026 WDPA: 318498 | Landkreis Bergstraße, Landkreis Groß-Gerau    | Ist per Kennung 1431xxx dem Landkreis Bergstraße zugeordnet, siehe Liste der Naturschutzgebiete im Kreis Bergstraße                   | ⊙        | 220,86        | 1997  |
| Löserbecken von Weiterstadt                |      | 1432007 WDPA: 82114  | Landkreis Darmstadt-Dieburg, Kreis Groß-Gerau | Ist per Kennung 1432xxx dem Landkreis Darmstadt-Dieburg zugeordnet, siehe Liste der Naturschutzgebiete im Landkreis Darmstadt-Dieburg | ⊙        | 8,17          | 1983  |
| Hochheimer Mainufer                        |      | 1436008 WDPA: 163706 | Main-Taunus-Kreis, Kreis Groß-Gerau           | Ist per Kennung 1436xxx dem Main-Taunus-Kreis zugeordnet, siehe Liste der Naturschutzgebiete im Main-Taunus-Kreis                     | ⊙        | 13,55         | 1989  |
| Legende für Naturschutzgebiet              |      |                      |                                               | |          |               |       |